# Manenschaap (beeld)
Manenschaap is een kunstwerk in Amsterdam-Centrum.
Het is een werk van Pieter d'Hont dat behoort tot de kunstcollectie van de De Nederlandsche Bank (DNB). Het beeld dateert uit 1969 toen d'Hont twee versies van een manenschaap maakte. De een heeft afmetingen van 47 bij 57 bij 10 cm (hier zijn twee exemplaren van); de ander meet 138 x 34 x 130 cm en is dus veel groter. Dat beeld werd door het rijk besteld voor een plaats in het kantoor van de Pensioen- en Verzekeringskamer (PVK, Verzekeringskamer), J.F. Kennedylaan 32 te Apeldoorn. Het zou daar op een binnenplaats hebben gestaan. Na de fusie van de PVK en DNB werd dat pand verkocht en stevig verbouwd tot bedrijvencentrum. Het beeld vertrok naar Amsterdam en werd rond 2015 samen met de Totempaal van Alphons Freijmuth aan de noordkant van het gebouw aan het Frederiksplein/Sarphatistraat gezet. De Nederlandsche Bank wilde meer mensen laten genieten van hun kunstcollectie.

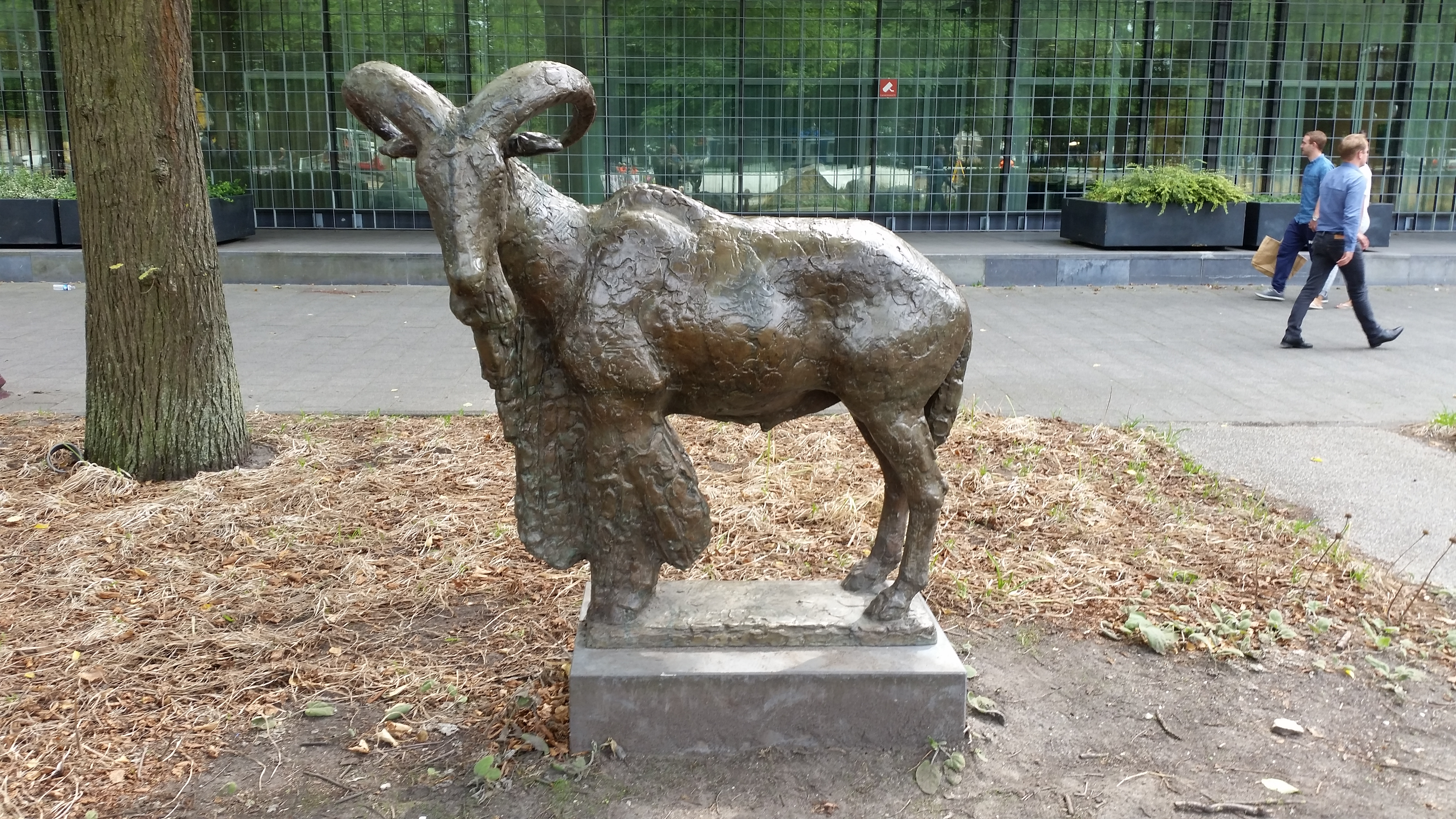
Manenschaap, zijaanzicht (augustus 2018)